# Павловск (Могилёвская область)
Павловск (бел. Паўлаўск) — деревня в составе Семукачского сельсовета Могилёвского района Могилёвской области Республики Беларусь.

## Население
- 1999 год — 13 человек
- 2010 год — 8 человек